# Mikropłatność (gry komputerowe)
Mikropłatność – forma opłaty pobieranej dobrowolnie od graczy w grach komputerowych (zazwyczaj opartych na rozgrywce poprzez Internet z innymi graczami – tryb gry wieloosobowej). Często spotykana w grach typu free-to-play, w których sama gra jest bezpłatna, lecz za pomocą mikropłatności można nabyć wirtualną walutę lub inne wirtualne dobra, takie jak broń bądź stroje dla postaci w grze.
Niektóre nabywane wirtualne przedmioty mogą wpływać jedynie na wygodę użytkowania gry (np. wyższy priorytet w kolejce do serwera gry) lub wizualnie wyróżniać postać gracza, inne mogą jednak również mieć wpływ na przebieg samej rozgrywki poprzez m.in. ulepszenie parametrów postaci, jej broni lub skrócenie czasu, w jakim postać nabywa punkty doświadczenia.